# Budenheim
Budenheim település Németországban, Rajna-vidék-Pfalz tartományban. Lakosainak száma 8669 fő (2023. december 31.).

## Népesség
A település népességének változása:
| Lakosok száma | 7650 | 8613 | 8641 | 8595 | 8639 | 8669 |
|               | 1975 | 2017 | 2019 | 2021 | 2022 | 2023 |